# Never Surrender (Deströyer 666)
Never Surrender è il sesto album discografico del gruppo musicale australiano Deströyer 666, pubblicato nel 2022 dalla Season of Mist.

## Tracce
1. Never Surrender – 3:47
2. Andraste – 3:51
3. Guillotine – 3:24
4. Pitch Black Night – 4:43
5. Mirror's Edge – 4:48
6. Grave Raiders – 5:01
7. Savage Rights – 3:59
8. Rather Death – 4:52
9. Batavia's Graveyard – 5:46

## Formazione
- K. K. Warslut - voce e chitarra
- Felipe Plaza - basso, chitarra e cori
- Kev Desecrator - batteria